# 格洛克21手槍
格洛克21（Glock 21）是由奧地利格洛克公司設計及生產的半自動手槍，是格洛克20的.45 ACP口徑版本，標凖彈匣為13發。

## 設計
格洛克21是格洛克20的.45 ACP版本，裝有改良過的套筒及套筒導軌，對應.45 ACP的槍管，外型與格洛克20非常相似。
由於美国人對大威力的.45口徑彈藥情有獨鍾及其高可靠性，格洛克21推出後便成為民間及執法部門的裝備。如其他.45口徑手槍一樣，彈藥令彈匣及握把較厚，手掌較細的射手不能舒服握持。
格洛克21已推出了三种更新版本，最新版本被稱為第三代格洛克21（3rd generation Glock 21）。1999年開始，新推出的格洛克21在套筒下前方設有導軌，以安裝各種戰術配件，另外亦在握把上有手指凹槽。此外，菲律賓的格洛克21推出槍管延長和加上螺紋的戰術型。
格洛克表示於2007年後期推出「薄身版本」（Slimline）的格洛克21以對抗春田XD半自動手槍的競爭。格洛克21的彈匣可以被同口徑的KRISS Vector衝鋒槍使用。

## 使用國
- 奥地利
  - 特種部隊單位
- 巴西
  - 特種部隊單位
- 希腊
  - 希臘警察特別反恐單位（英语：Special Anti-Terrorist Unit (Greece)）
- - 內務部特種部隊
- 以色列
  - 以色列國境警察特勤隊
- 菲律賓
- 中華民國
  - 主要城市以外的各種刑事調查局
- 塞爾維亞
  - 特警單位
- 泰國
  - 泰國皇家警察
- 美国
  - 聯邦調查局
  - 多個地方警察局及執法單位

## 改進型

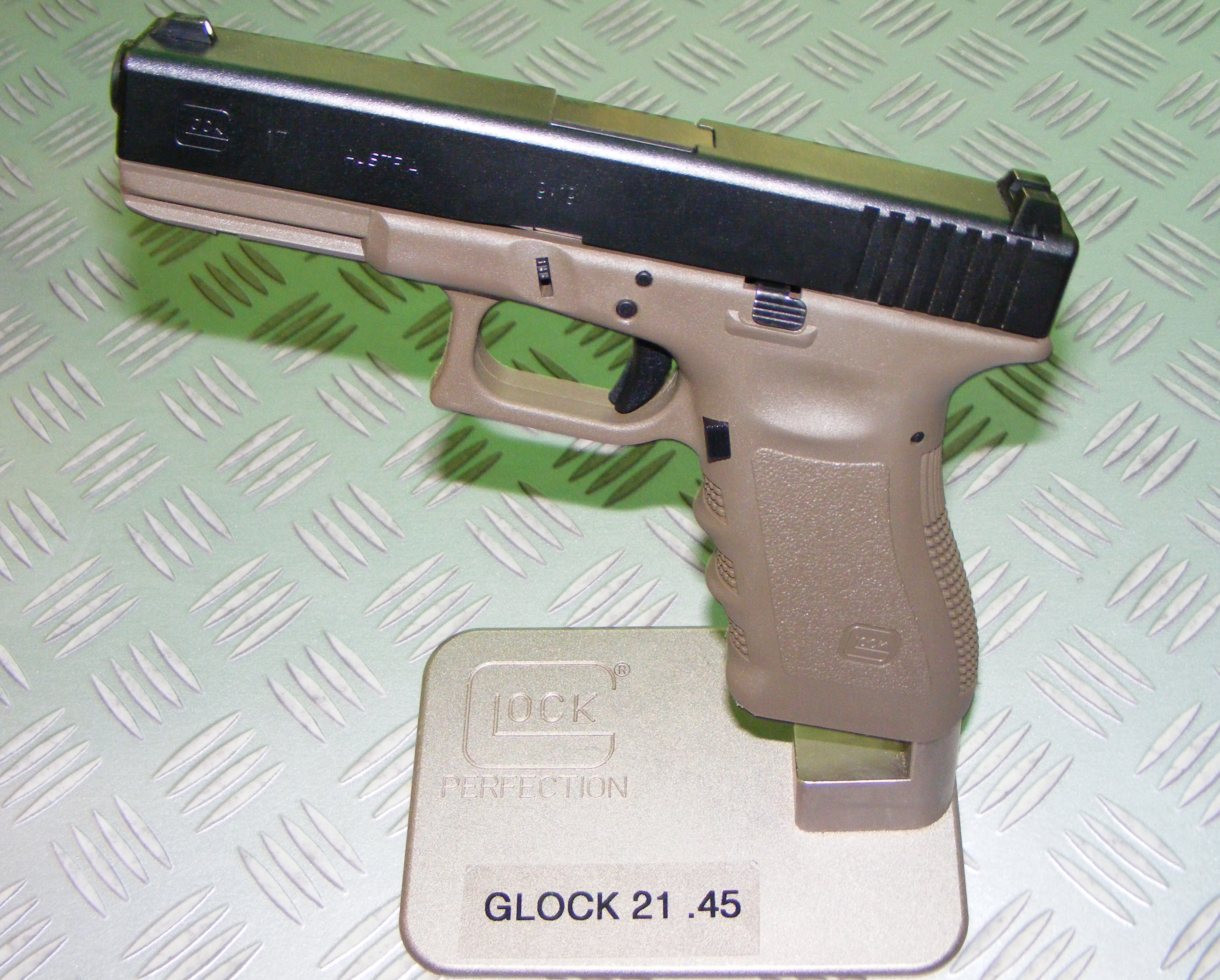
2008年MSPO中展示的格洛克21

### 格洛克21C
格洛克21C和格洛克21的主要分別是21C裝有槍口補償裝置（Compensated），在槍管頂部開兩個橢圓形的孔以利用射擊時排出氣體抑制槍口方向。

### 格洛克21SF
格洛克21SF（Glock 21 SF）和格洛克21的主要分別是21SF的扳機距離（從握把背部至扳機）縮短了2.5毫米（0.098英寸）和全長（從握把根部）縮短了4毫米（0.16英寸），讓手掌較小的使用者能夠觸及並且操作扳機；並把原本套筒下前方設有的導軌改為MIL-STD-1913戰術導軌，以安裝各種戰術配件。SF意為短底把（Short Frame）。

## 資料來源
1. ↑  Glock.com的格洛克21技術資料 的存檔，存档日期2007-02-22.
2. ↑  Dougherty, Martin J. Small Arms From the Civil War to the Present Day, Amber Books Ltd. (2005), ISBN 978-0-7607-6329-2.
3. ↑  "The New Glock 21SF 'Short Frame' Announced At SHOT Show 2007", GlockWorld 的存檔，存档日期2007-02-23.

## 延伸閱讀
- Boatman, Robert H. . Boulder, Col.: Paladin Press. 2002. ISBN 1581603401.
- Kasler, Peter Alan. . Boulder, Col.: Paladin Press. 1992. ISBN 9780873646499. OCLC 26280979.
- Kokalis, Peter. . Boulder, Col.: Paladin Press. 2001. ISBN 9781581601220.
- Sweeney, Patrick. . Iola, WI: Krause Publications. 2003. ISBN 0873495586.
- Taylor, Robin.  2nd. Bellingham, WA: Taylor Press. 2005. ISBN 0966251741.
- Woźniak, Ryszard. . Warsaw, Poland: Bellona. 2001. ISBN 83-11-09310-5 （波兰语）.

## 外部連結
- （英文）—格洛克官方主頁（页面存档备份，存于）
- （英文）—glocktalk.com-格洛克討論區 （页面存档备份，存于）
- （中文）—槍炮世界—GLOCK 21 （页面存档备份，存于）